# Adonisea simplex
Adonisea simplex är en fjärilsart som beskrevs av Smith 1891. Adonisea simplex ingår i släktet Adonisea och familjen nattflyn. Inga underarter finns listade i Catalogue of Life.